# Prix Bram-Stoker du meilleur premier roman
Les prix Bram-Stoker sont attribués chaque année pour les œuvres publiées pendant l'année calendaire précédente.
La catégorie du meilleur premier roman récompense un premier roman de fantasy ou d'horreur.
Les gagnants sont cités en premier, suivis par les autres œuvres nommées.

## Palmarès

### Années 1980

#### 1987
The Manse par Lisa W. Cantrell
- Le Jeu de la damnation (The Damnation Game) par Clive Barker
- Excavation par Steve Rasnic Tem
- The Harvest Bride par Tony Richards
- Slob par Rex Miller

#### 1988
The Suiting par Kelley Wilde
- La Vallée des morts (Cities of the Dead) par Michael Paine
- Deliver Us From Evil par Alan Lee Harris
- Demon Night par Joseph Michael Straczynski
- Le Livre de la peur (Fear Book) par John L. Byrne
- Resurrection, Inc. par Kevin J. Anderson

#### 1989
La Volupté du sang (Sunglasses After Dark) par Nancy A. Collins
- The Dwelling par Tom Elliot
- La Danse du bouc (Goat Dance) par Douglas Clegg
- Laying the Music to Rest par Dean Wesley Smith
- The Lilith Factor par Jean Paiva

### Années 1990
| Sommaire : | - Haut - 1990 - 1991 - 1992 - 1993 - 1994 - 1995 - 1996 - 1997 - 1998 - 1999 |

#### 1990
Révélation (The Revelation) par Bentley Little
- Blood of the Children par Alan Rodgers
- Dark Father par Tom Piccirilli
- Nightblood par T. Chris Martindale

#### 1991
Brèche vers l'Enfer (The Cipher) par Kathe Koja et Prodigal par Melanie Tem (ex æquo)
- Unearthed par Ashley McConnell
- Wilderness par Dennis Danvers
- Winter Scream par Chris Curry et L. Dean James

#### 1992
Sineater par Elizabeth Massie
- Beauty par Brian D'Amato
- The Holy Terror par Wayne Allen Sallee
- Less Than Human par Gary Raisor
- Âmes perdues (Lost Souls) par Poppy Z. Brite

#### 1993
The Thread That Binds the Bones par Nina Kiriki Hoffman
- Afterage par Yvonne Navarro
- Cauchemar cathodique (Created by) par Richard Christian Matheson
- Suckers par Anne Billson
- Wet Work par Philip Nutman

#### 1994
Grave Markings par Michael Arnzen
- Black Mariah (The Black Mariah) par Jay R. Bonansinga
- Deadweight par Robert Devereaux
- La Mort tout près (Near Death) par Nancy Kilpatrick

#### 1995
The Safety of Unknown Cities par Lucy Taylor
- The Between par Tananarive Due
- Diary of a Vampire par Gary Bowen
- Madeleine's Ghost par Robert Giardi
- Wyrm Wolf par Edo van Belkom

#### 1996
Crota par Owl Goingback
- Dead Heat par Del Stone, Jr.
- Flute Song par Donald Burleson
- Horror Show par Greg Kihn

#### 1997
Les Chiens monstres (Lives of the Monster Dogs) par Kirsten Bakis
- The Art of Arrow Cutting par Stephen Dedman
- Drawn to the Grave par Mary Ann Mitchell
- Hungry Eyes par Barry Hoffman
- The Inquisitor par Mary Murrey

#### 1998
Dawn Song par Michael Marano
- Night Prayers par P. D. Cacek
- Silk par Caitlín R. Kiernan
- The Symbiotic Fascination par Charlee Jacob

#### 1999
Wither par J. G. Passarella
- Tout ce qui meurt (Every Dead Thing) par John Connolly
- Le Roi des rats (King Rat) par China Miéville
- Widow's Walk par Steve Beai

### Années 2000
| Sommaire : | - Haut - 2000 - 2001 - 2002 - 2003 - 2004 - 2005 - 2006 - 2007 - 2008 - 2009 |

#### 2000
The Licking Valley Coon Hunters Club par Brian A. Hopkins
- La Maison des feuilles (House of Leaves) par Mark Z. Danielewski
- Nailed by the Heart par Simon Clark
- La Course de Burdon Lane (Run) par Douglas E. Winter

#### 2001
Deadliest of the Species par Michael Oliveri
- Phantom Feast par Diana Barron
- Riverwatch par Joseph M. Nassise
- Skating on the Edge par D. G. K. Goldberg

#### 2002
La Nostalgie de l'ange (The Lovely Bones) par Alice Sebold
- Atmosphere par Michael Laimo
- The Blues Ain't Nothing par Tina Jens
- The Red Church par Scott Nicholson

#### 2003
The Rising par Brian Keene
- Monstrocity par Jeffrey Thomas
- Veniss Underground par Jeff VanderMeer
- Wolf's Trap par William D. Gagliani

#### 2004
Le Pacte des suicidés (Covenant) par John Everson et Stained par Lee Thomas (ex æquo)
- Black Fire par James Kidman
- Move Under Ground par Nick Mamatas

#### 2005
Scarecrow Gods par Weston Ochse
- The Hides par Kealan-Patrick Burke
- Siren Promised par Alan M. Clark et Jeremy Robert Johnson

#### 2006
Ghost Road Blues par Jonathan Maberry
- Bloodstone par Nate Kenyon
- The Harrowing par Alexandra Sokoloff
- The Keeper par Sarah Langan

#### 2007
Le Costume du mort (Heart-Shaped Box) par Joe Hill
- The Hollower par Mary SanGiovanni
- I Will Rise par Michael Calvillo
- The Memory Tree par John R. Little

#### 2008
The Gentling Box par Lisa Mannetti
- Frozen Blood par Joel A. Sutherland
- Midnight on Mourn Street par Christopher Conlon
- Monster Behind the Wheel par Michael McCarty et Mark McLaughlin
- The Suicide Collectors par David Oppegaard

#### 2009
Damnable par Hank Schwaeble
- Comment j'ai cuisiné mon père, ma mère, et retrouvé l'amour (Breathers) par S. G. Browne
- The Little Sleep par Paul G. Tremblay
- Solomon's Grave par Daniel G. Keohane

### Années 2010
| Sommaire : | - Haut - 2010 - 2011 - 2012 - 2013 - 2014 - 2015 - 2016 - 2017 - 2018 - 2019 |

#### 2010
Black and Orange par Benjamin Kane Ethridge et Castle of Los Angeles par Lisa Morton (ex æquo)
- A Book of Tongues par Gemma Files (en)
- Liens infernaux (Spellbent) par Lucy A. Snyder

#### 2011
Isis Unbound par Allyson Bird
- The Lamplighters par Lee Frazer
- The Panama Laugh par Thomas S. Roche
- Southern Gods par John Hornor Jacobs
- That Which Should Not Be par Brett J. Talley

#### 2012
Life Rage par L. L. Soares
- Bad Glass par Richard Gropp
- Charlotte Markham and the House of Darklings par Michael Boccacino
- The Legend of the Pumpkin Thief par Charles Day
- A Requiem for Dead Flies par Peter Dudar
- Wide Open par Deborah Coates

#### 2013
The Evolutionist par Rena Mason
- Candy House par Kate Jonez
- The Year of the Storm par John Mantooth
- Redheads par Jonathan Moore
- Stoker’s Manuscript par Royce Prouty

#### 2014
Mr. Wicker par Maria Alexander
- Forsaken par J. D. Barker
- Consumed par David Cronenberg
- Return of the Mothman par Michael Knost
- Bird Box (Bird Box) par Josh Malerman (en)

#### 2015
Mr. Suicide par Nicole Cushing
- Shutter par Courtney Alameda
- We Are Monsters par Brian Kirk
- Hannahwhere par John McIlveen
- Riding the Centipede par Jean Claude Smith

#### 2016
Haven par Tom Deady
- The Apothecary’s Curse par Barbara Barnett
- Hollow House par Greg Chapman
- Mayan Blue par Michelle Garza et Melissa Lason
- The Eighth par Stephanie M. Wytovich

#### 2017
Cold Cuts par Robert Payne Cabeen
- Dans la vallée du soleil (In the Valley of the Sun) par Andy Davidson
- What do Monsters Fear? par Matt Hayward
- The Boulevard Monster par Jeremy Hepler
- L'Horreur de Kill Creek (Kill Creek) par Scott Thomas

#### 2018
Filles de Rouille (The Rust Maidens) par Gwendolyn Kiste (en)
- What Should Be Wild par Julia Fine
- I Am the River par T. E. Grau
- Baby Teeth par Zoje Stage
- The Moore House par Tony Tremblay

#### 2019
The Bone Weaver’s Orchard par Sarah Read
- Dear Laura par Gemma Amor
- Doorways to the Deadeye par Eric J. Guignard
- Invisible Chains par Michelle Renee Lane
- The Luminous Dead par Caitlin Starling

### Années 2020
| Sommaire : | - Haut - 2020 - 2021 - 2022 - 2023 - 2024 |

#### 2020
The Fourth Whore par EV Knight
- The Taxidermist’s Lover par Polly Hall
- The Return par Rachel Harrison
- Tome par Ross Jeffery
- True Story par Kate Reed Petty

#### 2021
Queen of Teeth par Hailey Piper
- Helminth par S. Alessandro Martinez
- When the Reckoning Comes par LaTanya McQueen
- Rabbits par Terry Miles
- The Forest par Lisa Quigley
- Tidepool par Nicole Willson

#### 2022
Beulah par Christi Nogle
- Jackal par Erin Adams
- L'Hacienda (The Hacienda) par Isabel Cañas
- Black Tide par K. C. Jones
- All the White Spaces par Ally Wilkes

#### 2023
The Daughters of Block Island par Christa Carmen
- The Spite House par Johnny Compton
- Everything the Darkness Eats par Eric LaRocca
- Maeve Fly par CJ Leede
- Edenville par Sam Rebelein

#### 2024
The Eyes Are the Best Part par Monika Kim
- Midnight Rooms par Donyae Coles
- Hollow Girls par Jessica Drake-Thomas
- This Wretched Valley par Jenny Kiefer (en)
- Bless Your Heart par Lindy Ryan